# We Belong
We Belong is een nummer van de Amerikaanse zangeres Pat Benatar en afkomstig van het album Tropico uit 1984.. Op 16 oktober dat jaar werd het nummer op single uitgebracht.

## Achtergrond
Dit nummer, geschreven door David Eric Lowen en Dan Navarro, gaat over een vrouw in een relatie die op het punt staat te mislukken. Maar zij en haar partner houden nog steeds te veel om elkaar om elkaar los te laten. Het nummer wordt gespeeld op akoestische gitaar, elektrische gitaar en drums, met op de achtergrond een kinderkoor.
De plaat werd een hit in een aantal landen. In Benatar's thuisland de Verenigde Staten werd de 5e positie behaald in de Billboard Hot 100. In Canada werd de 8e positie bereikt, in Australië en Nieuw-Zeeland de 7e, Duitsland de 9e, Ierland de 8e en in het Verenigd Koninkrijk een bescheiden 22e positie in de UK Singles Chart.
In Nederland werd de plaat veel gedraaid op de landelijke radiozenders en werd een radiohit in de destijds drie hitlijsten. De plaat bereikte de 10e positie in de Nederlandse Top 40, de 13e positie in de Nationale Hitparade en piekte op een 9e positie in de TROS Top 50. In de Europese hitlijst, de TROS Europarade, werd de 21e positie bereikt.
In België bereikte de plaat de 16e positie in de voorloper van de Vlaamse Ultratop 50 en de 19e in de Vlaamse Radio 2 Top 30.

## Hitnoteringen

### Nederlandse Top 40
| Positie | 31 | 22 | 17 | 11 | 10 | 12 | 16 | 24 | 33 | uit |

### Nationale Hitparade
| Positie | 42 | 28 | 13 | 17 | 17 | 17 | 28 | 33 | 44 | 42 | uit |